# El Bogotano
El Bogotano es un medio en línea colombiano que hasta la década de 1990 era un periódico diario en formato berlinés. El periódico en versión impreso fue fundado en 1973 por la periodista, política y ejecutiva Consuelo Salgar de Montejo en Bogotá. El periódico acabó con su publicación impresa a principios de la década de 1990 y desde 2016 opera como medio por internet.
Desde 2016, El Bogotano cubre noticias y actualidad de Colombia y el mundo.  Durante muchos años el redactor jefe del diario era el colombiano José Yamid Amat Ruiz, un periodista y personalidad de la radio.

## Historia
Fue fundado el 1 de octubre de 1973 en Bogotá, por la periodista, política y empresaria Consuelo Salgar de Montejo, bisnieta de Eustorgio Salgar. Por un largo tiempo el director del periódico fue Yamid Amat, un reconocido periodista y locutor de radio colombiano. Actualmente su director es Tagor.
A pesar de su sensacionalismo, El Bogotano se destacó por sus denuncias de varios escándalos políticos en los años 1970, incluyendo un caso de corrupción que implicó al presidente Alfonso López Michelsen.
El periódico también es conocido por su mítica portada errónea publicada el 2 de enero de 1974 durante el mandato de Yamid Amat como director con el titular: Maremoto en Bolivia, (Bolivia siendo un país sin costa).

## Twitter
En el 2016, "La Casa Editorial el Bogotano" resumió la tradición del diario fundado en 1973, a través de una nueva versión digital por Twitter (@elBogotano). La cuenta publica columnas de opinión y comparte noticias de Colombia y del mundo.

## Actualidad
El Bogotano en la actualidad es un medio digital de noticias y opinión. El medio sirve como una plataforma abierta para que periodistas independientes publiquen contenido a través de las plataformas digitales del periódico en Twitter, Facebook, Youtube, Instagram, Linkedin, TikTok y la página web de El Bogotano.